# Кленина, Людмила Ивановна
Людмила Ивановна Кленина (род. 30 января 1948 года) — специалист в области математики, педагог. Доктор педагогических наук, профессор кафедры высшей математики МЭИ.

## Биография
Людмила Ивановна Кленина родилась 30 января 1948 года. В 1971 году окончила Воронежский государственный университет им. Ленинского комсомола, получив специальность математика-вычислителя. Работала по распределению инженером-программистом в Московском радиомонтажном управлении Всероссийского научно-производственного объединения (ВНПО) Каскад. Работала также в лицее № 1502 при Московском энергетическом институте, в гимназии № 33 посёлка Удельное Московской области. С 1975 года работает в Московском энергетическом институте, доцент кафедры высшей математики (с 1995 г.).
В 1978 году окончила аспирантуру Московского энергетического института. В 1979 году защитила кандидатскую диссертацию на тему:  "Дифференциальные уравнения бесконечного порядка". Научным руководителем Людмилы Ивановны был доктор физико-математических наук, профессор МЭИ Дубинский Ю. А. Получила учёную степень кандидата физико-математических наук, звание доцента. В 2012 году защитила докторскую диссертацию на тему: «Совершенствование профессионализма инженеров энергетиков в системе дополнительного образования».
Область научных интересов: теория дифференциальных уравнений, педагогика, дополнительное профессиональное образование для взрослых. В МЭИ читает лекции, ведёт семинары по многим разделам высшей математики. В своё время была начальником курса в институте электроэнергетики МЭИ.
Одновременно с преподавательской деятельностью Кленина Л. И. ведёт научную и методическую работу, принимает участие в создании электронного учебно-методического комплекса для специальности биотехнические системы и технологии, по специальности радиотехника, участвует в работе международных и российских конференций. Она является членом московского лермонтовского общества и выступала на конференциях в Пятигорске, в Липецке и в МГУ имени М.В. Ломоносова с докладами, посвящёнными изучению биографии и творчества М.Ю. Лермонтова.
Кленина Людмила Ивановна является автором 7 монографий и около 130 научных и методических работ.

## Награды
- Почётная грамота Министерства образования и науки РФ за заслуги в научной и педагогической деятельности, большой вклад в подготовку высококвалифицированных специалистов (2007).